# Fahrenkrug
Fahrenkrug là một đô thị ở huyện Segeberg, bang Schleswig-Holstein, Đức. Đô thị Fahrenkrug có diện tích 6,62 km², dân số thời điểm ngày 31 tháng 12 năm 2006 là 1610 người.